# Peter von Blanckensee (General, 1659)
Peter von Blanckensee (* 1. Juli 1659 in Schönwerder; † 27. August 1734 in Wulkow) war Kommandeur des Dragoner-Leibregiments und General der Kavallerie.

## Familie
Das Geschlecht der von Blanckensee war von alters her in Brandenburg und Pommern verbreitet. Peter von Blanckensee wurde am 1. Juli 1659 wahrscheinlich in Schönwerder, Kreis Pyritz, als ältester von drei Söhnen geboren, wo sein Vater Joachim Christoph, kurbrandenburgischer Leutnant der Kavallerie, begütert war. Wulf Christoph von Blanckensee war sein jüngerer Bruder. Peter von Blanckensee heiratete 1683 Susanna Maria von Wedel, verwitwete von Papstein; die Ehe blieb kinderlos.

## Militärische Laufbahn
Peter von Blanckensee wurde 1676 Soldat. 1682 war er Leutnant beim Regiment Briquemault zu Pferde, 1689 Rittmeister der 6. Kompanie des Kavallerie-Regiments Derfflinger, 1694 Major beim Regiment Markgraf Philipp Wilhelm zu Pferde, 1704 Oberst und Kommandeur des Dragoner Leibregiments. 1713 nach dem Regierungsantritt Friedrich Wilhelm I. wurde er zum Generalmajor, 1721 zum Generalleutnant und 1733 zum General der Kavallerie befördert. Aufgrund seines Alters übergab er sein Regiment dem späteren Generalfeldmarschall Friedrich Leopold von Geßler und erhielt die Kommandantur der Festung Kolberg.
Am 24. Mai 1721 ernannte ihn Friedrich Wilhelm I. zum Ritter des schwarzen Adlerordens, aber anders als sein barocker Vater ohne Zeremonien und Verpflichtungen.

### Freundschaft mit Friedrich Wilhelm I.
Wann Friedrich Wilhelm den Oberst von Blanckensee kennenlernte, ist ungewiss, vielleicht 1706 bei der Belagerung von Menen (Belgien), spätestens aber 1709, als der Kronprinz am 15. Mai bei Maastricht alle preußischen Truppen musterte. Es entwickelte sich zwischen beiden eine Männerfreundschaft, die bis zum Lebensende hielt. Beider Charaktere waren sehr ähnlich: Aufrecht und ehrlich, allem Gekünstelten abhold. Blanckensee war einer der festen Mitglieder des berühmten Tabakskollegiums und hatte den Spitznamen Blitzpeter.

### Reformer des Steuerwesens
Ein wichtiges Vorhaben Friedrich Wilhelms I. nach seiner Thronbesteigung war die Sanierung der zerrütteten Staatsfinanzen. Nachdem dies 1715 in Ostpreußen unter Karl Heinrich Graf Truchsess zu Waldburg mit der Einführung des sogenannten Generalhufenschoß gelungen war, sollte Ähnliches auch im damaligen Preußisch-Pommern geschehen. Nach mehreren, wenig erfolgreichen Versuchen verordnete der König überraschend 1717, dass die Hufenklassifikation nach einem Vorschlag des Generalmajors von Blanckensee durchzuführen sei. Noch im gleichen Jahr bereiste eine Kommission unter Leitung von Blanckensees Hinterpommern, 1718 die Neumark und 1719 das restliche Hinterpommern mit dem Fürstentum Cammin, untersuchte die einzelnen Dörfer und legte vor Ort die Abgaben fest. Der König aber war mit der Arbeit sehr zufrieden und betraute von Blanckensee noch weiter mit Steuersachen, so 1720 im preußischen Teil Vorpommerns und 1727 in Litauen.

## Das Urteil der Nachwelt
„Nach dem Urtheil der Zeitgenossen aber war der Generalmajor v. Blankensee wegen dieser Steuerreform in Preussen berühmt geworden. Nach dem allgemeinen Eindruck ist dieselbe allerdings für viel besser als die bisherigen Matrikeln und jedenfalls als eine grosse wirthschaftliche Reform anzusehen.“

Im offiziellen Preußen aber geriet Peter von Blanckensee bald in Vergessenheit, was wohl hauptsächlich am negativen Urteil Friedrichs des Großen lag.

« Entre l'âme de ce général et celle des bêtes la différence n'est pas grande. »

„Zwischen dem Gemüt dieses Generals und dem der Tiere gibt es keinen großen Unterschied.“

Ähnlich hat Friedrich II. wohl auch von seinem eigenen Vater, dem Soldatenkönig, gedacht, aber bei der Autorität des großen Königs war dieses Wort für Blanckensee vernichtend. Doch im Volk hielt sich noch lange die Erinnerung an Blitzpeter. Mitte des 19. Jahrhunderts erschienen mehrere populäre Veröffentlichungen, die um ihn und die Hufenklassifikation kreisen.